# Medini (Undaan)
Medini is een bestuurslaag in het regentschap Kudus van de provincie Midden-Java, Indonesië. Medini telt 6719 inwoners (volkstelling 2010).